# Yisiona maculata
Yisiona maculata är en insektsart som beskrevs av Kuoh 1987. Yisiona maculata ingår i släktet Yisiona och familjen dvärgstritar. Inga underarter finns listade i Catalogue of Life.